# Pontpierre (Moselle)
Pour les articles homonymes, voir Pontpierre.
Pontpierre est une commune française située dans le département de la Moselle et le bassin de vie de la Moselle-Est, en région Grand Est.
Village de l'ancien comté de Créhange, Pontpierre est rattaché à la France en 1793. Culturellement, la commune fait partie du pays de Nied et d'une manière plus large, de la Lorraine. La langue traditionnelle du village est le francique mosellan, dialecte pratiqué dans le pays de Nied. Cette langue est une des branches du francique lorrain (appelé aussi Platt).

## Géographie

### Localisation
Pontpierre est une commune rurale qui se situe en Moselle, dans le nord-est de la France, à 34 kilomètres de Metz à vol d'oiseau. Le village est traversé au sud par la Nied allemande ainsi que de tout son long, du nord au sud, par un ruisseau qui prend sa source à Tritteling-Redlach, le Hoellengraben (ou Wustbach).
À l'origine, Pontpierre aurait été concentré sur l'ensemble de la rue de Téting, du cimetière jusqu'au carrefour de la route de Vahl. Les seuls bâtiments qui s'en éloignaient étaient les deux moulins du village, le premier dans la Muehletzel, abandonné au dernier tiers du XIXe siècle et aujourd'hui en ruines, et l'autre se situant sur la route de Métring.

### Communes limitrophes
Les villages les plus proches sont Vahl-lès-Faulquemont à 2,1 km, Guessling-Hémering à 2,2 km et Teting-sur-Nied à 2,3 km. Les villes les plus proches sont Faulquemont à 3,1 km, Folschviller à 4,4 km et Créhange à 5 km.
| Tritteling-Redlach   | Laudrefang |                    |
| Faulquemont          | Pontpierre | Teting-sur-Nied    |
| Vahl-lès-Faulquemont |            | Guessling-Hémering |

### Voies de communication et transports
La route départementale 20 construite au nord du village évite une forte circulation dans le village.
il y a trois arrêts de bus.

### Lieudits
Sitzmannshaus est un écart de la commune.

### Hydrographie

#### Réseau hydrographique
La commune est située dans le bassin versant du Rhin au sein du bassin Rhin-Meuse. Elle est drainée par la Nied Allemande.
La Nied allemande, d'une longueur totale de 57,9 km, prend sa source dans la commune de Guenviller et se jette  dans la Nied à Condé-Northen, après avoir traversé 23 communes.

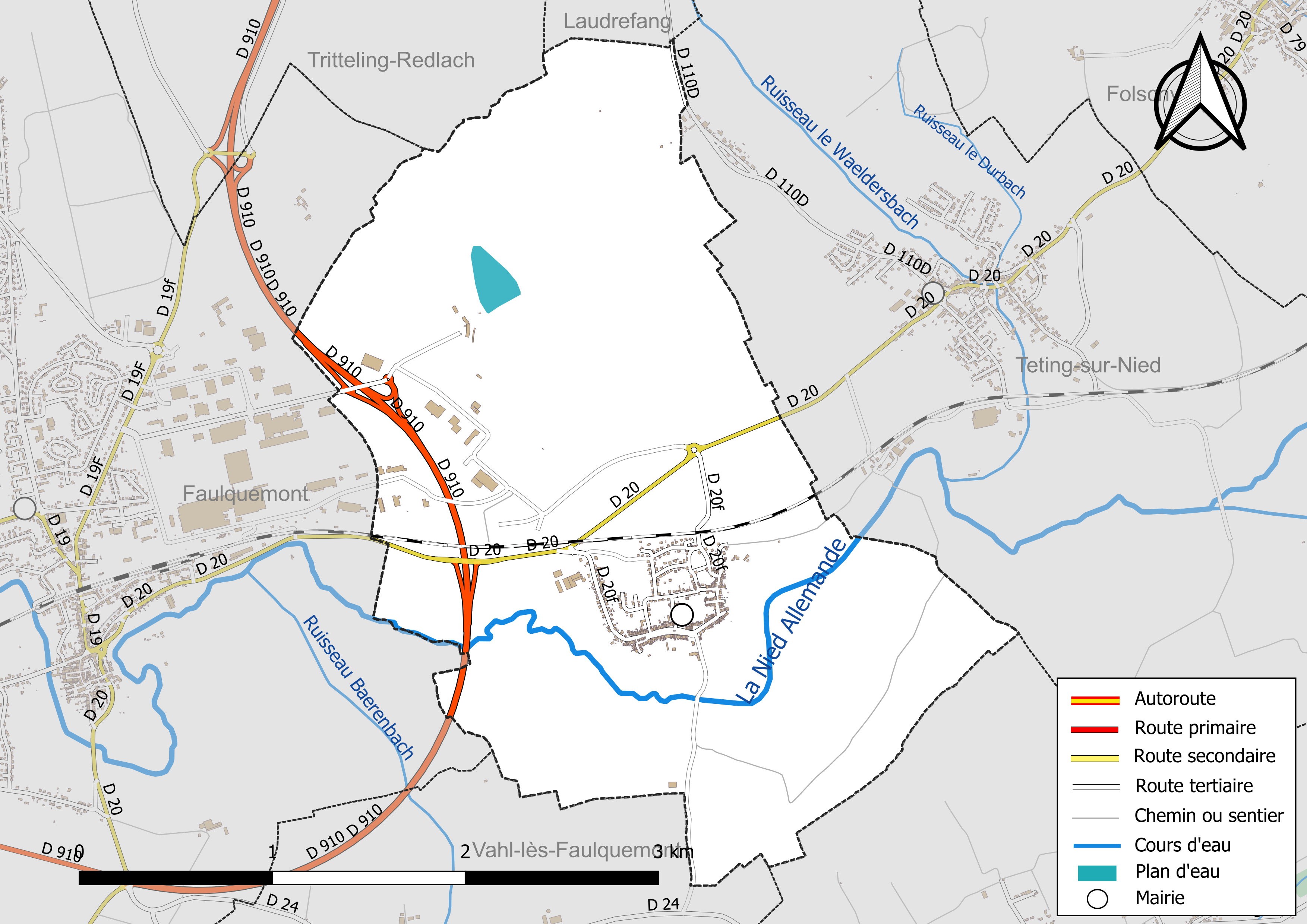
Réseaux hydrographique et routier de Pontpierre.

#### Gestion et qualité des eaux
Le territoire communal est couvert par le schéma d'aménagement et de gestion des eaux (SAGE) « Bassin Houiller ». Ce document de planification, dont le territoire est approximativement délimité par un triangle formé par les villes de Creutzwald, Faulquemont et Forbach, d'une superficie de 576 km2, a été approuvé le 27 octobre 2017. La structure porteuse de l'élaboration et de la mise en œuvre est la région Grand Est. Il définit sur son territoire les objectifs généraux d’utilisation, de mise en valeur et de protection quantitative et qualitative des ressources en eau superficielle et souterraine, en respect des objectifs de qualité définis dans le SDAGE  du Bassin Rhin-Meuse.
La qualité de la Nied Allemande peut être consultée sur un site dédié géré par les agences de l’eau et l’Agence française pour la biodiversité. Ainsi en 2020, dernière année d'évaluation disponible en 2022, l'état écologique de la Nied Allemande était jugé médiocre (orange).

### Climat
Pour des articles plus généraux, voir Climat du Grand Est et Climat de la Moselle.
En 2010, le climat de la commune est de type climat des marges montargnardes, selon une étude du Centre national de la recherche scientifique s'appuyant sur une série de données couvrant la période 1971-2000. En 2020, Météo-France publie une typologie des climats de la France métropolitaine dans laquelle la commune est exposée à un climat semi-continental et est dans la région climatique  Lorraine, plateau de Langres, Morvan, caractérisée par un hiver rude (1,5 °C), des vents modérés et des brouillards fréquents en automne et hiver. 
Pour la période 1971-2000, la température annuelle moyenne est de 9,7 °C, avec une amplitude thermique annuelle de 16,9 °C. Le cumul annuel moyen de précipitations est de 835 mm, avec 12,3 jours de précipitations en janvier et 9,3 jours en juillet. Pour la période 1991-2020, la température moyenne annuelle observée sur la station météorologique de Météo-France la plus proche, « Lesse_sapc », sur la commune de Lesse à 13 km à vol d'oiseau, est de 10,7 °C et le cumul annuel moyen de précipitations est de 694,0 mm. 
La température maximale relevée sur cette station est de 40 °C, atteinte le 25 juillet 2019 ; la température minimale est de −20,7 °C, atteinte le 20 décembre 2009,,. 
Les paramètres climatiques de la commune ont été estimés pour le milieu du siècle (2041-2070) selon différents scénarios d'émission de gaz à effet de serre à partir des nouvelles projections climatiques de référence DRIAS-2020. Ils sont consultables sur un site dédié publié par Météo-France en novembre 2022.

## Urbanisme

### Typologie
Au 1er janvier 2024, Pontpierre est catégorisée bourg rural, selon la nouvelle grille communale de densité à sept niveaux définie par l'Insee en 2022.
Elle est située hors unité urbaine. Par ailleurs la commune fait partie de l'aire d'attraction de Saint-Avold (partie française), dont elle est une commune de la couronne,. Cette aire, qui regroupe 28 communes, est catégorisée dans les aires de moins de 50 000 habitants,.

### Occupation des sols
L'occupation des sols de la commune, telle qu'elle ressort de la base de données européenne d’occupation biophysique des sols Corine Land Cover (CLC), est marquée par l'importance des territoires agricoles (65,8 % en 2018), en diminution par rapport à 1990 (80,2 %). La répartition détaillée en 2018 est la suivante : 
terres arables (47,9 %), prairies (18 %), forêts (11,9 %), zones industrielles ou commerciales et réseaux de communication (8,2 %), espaces verts artificialisés, non agricoles (7,2 %), zones urbanisées (6,8 %). L'évolution de l’occupation des sols de la commune et de ses infrastructures peut être observée sur les différentes représentations cartographiques du territoire : la carte de Cassini (XVIIIe siècle), la carte d'état-major (1820-1866) et les cartes ou photos aériennes de l'IGN pour la période actuelle (1950 à aujourd'hui).

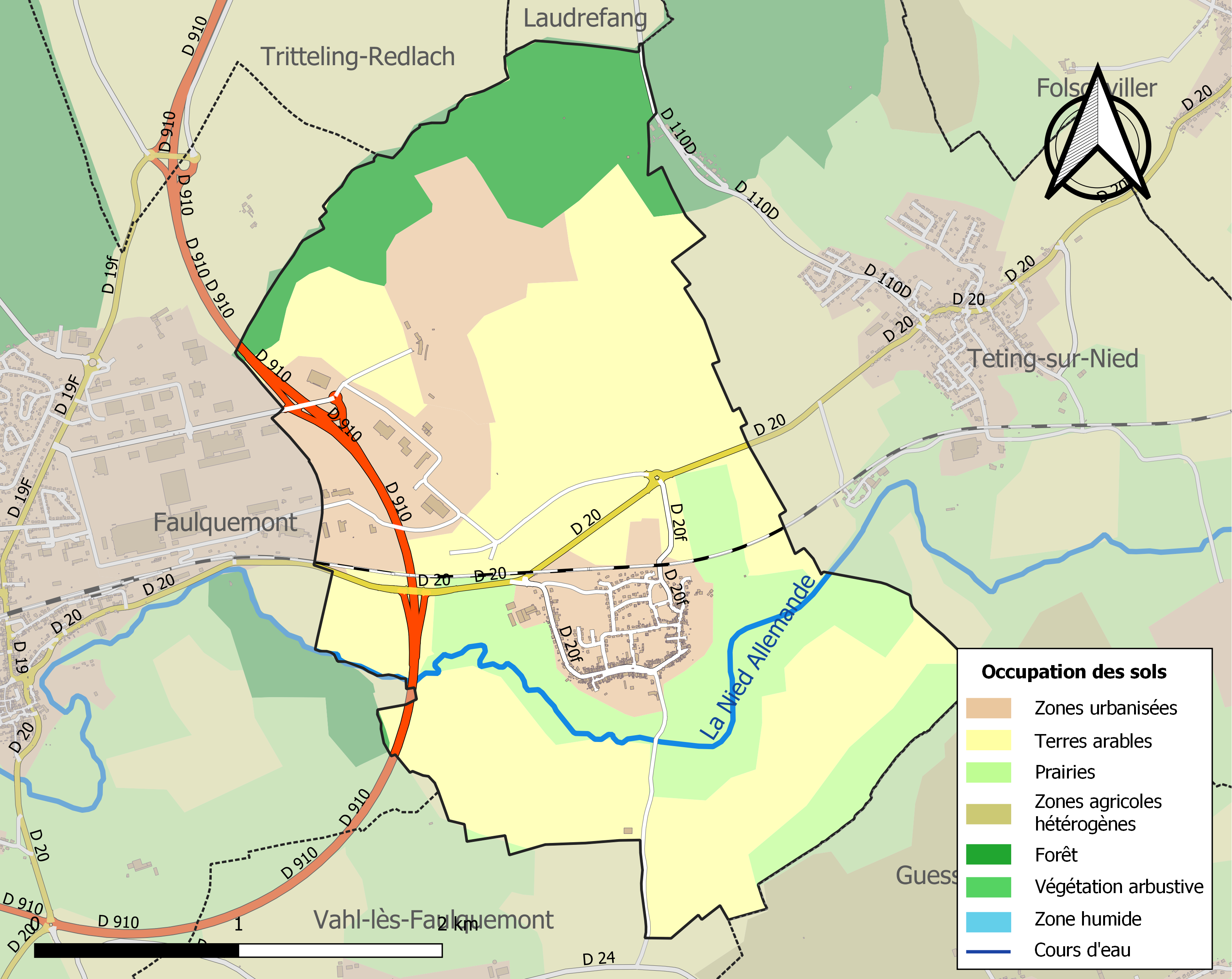
Carte des infrastructures et de l'occupation des sols de la commune en 2018 (CLC).

## Toponymie
Le nom de la localité est attesté sous les formes :
- Stegenbiedersorf en 1026 ;
- Stegnibuderstorph en 1283 ;
- Stembuderstroff en 1302 ;
- Steguenbudestrof en 1320 ;
- Bedestroff en 1332 ;
- Stegebudestroff en 1400 ;
- Steigbiderstorf en 1440 ;
- Steinbiderstroff et Buderstroff en 1544 ;
- Steinbiederstroff, Steinbiedersford (par ordre du duché de Lorraine) en 1594 ;
- Pont de Pierre en 1604 et 1677 ;
- Pontpierre ou Steinbidestroff au XVIIIe siècle ;
- Pont-Pierre en 1793 ;
- Steinbiedersdorf en 1871 ;
- Pontpierre en 1919.

En allemand : Biedersdorff ou Steinbiedersdorff, puis Steinbiedersdorf (1871-1919 et 1940-1944).
En francique lorrain : Sténbidaschtroff / Stémbidaschtroff, ou simplement Bidaschtroff.
Au XIXe siècle, Pontpierre est également connue au niveau postal sous l'alias de Steinbider-Stroff.
Le nom roman Pontpierre n'est attesté que vers le XVIIe siècle. On trouve par exemple Pont de Pierre en 1604. Il est homonyme d'autres toponymes de ce type dans l'est comme Pompierre (Doubs, Pontepetra XIVe siècle) et Pompierre (Vosges, Pontem petreum VIe siècle). En revanche, la formule inverse déterminant déterminée Pierrepont est la seule attestée en Picardie et en Normandie, et elle existe en Lorraine. Il s'agit dans ce cas d'un calque du germanique *Stainaz-bruʒō > Steinbrücken, nom de nombreuses localités allemandes.
Sobriquet des habitants : die Hämbische ou hämbische Köppe, littéralement les "têtes de bois de charme", c'est-à-dire les entêtés ; die Bunesse, les niais.

## Histoire
En 1309, l’église de Pontpierre dépend de l’abbaye Saint-Martin-de-Glandières de Longeville-lès-Saint-Avold puis, en 1322, de Saint-Avold. En 1588, le comte de Créhange dont dépend le village autorise l'érection de l'église de Pontpierre en paroisse qui se place sous le vocable saint Érasme.
En 1635, dans le contexte de la guerre de Trente Ans, le village est ravagé par les Suédois, alliés du roi de France, Louis XIII. En 1680, Pontpierre est rattachée au royaume de France par arrêt de la Chambre de réunion. Cependant, cette décision est cassée par le traité de Ryswick en 1697. Pontpierre est un des rares villages où l'on constate la présence de juifs. On peut expliquer cela par le fait que les comtes de Créhange, de confession protestante, ont pris en protection la communauté israélite au début du XVIIIe siècle. Beaucoup de maisons sont louées aux juifs vu l'importance de leur présence.
En 1739, il devient nécessaire de restaurer et d'agrandir l'église. Le comte de Créhange doit, en sa qualité de collateur, pourvoir à la construction et à l'entretien de l'église mais il refuse. L'église est interdite d'accès car trop dangereuse. En 1741, le comte de Créhange, Adolphe de Wied-Runckel, prend la résolution de taxer les laboureurs du village pour la réparation de l'église. La première pierre de la rénovation est posée par le curé-archiprêtre de Pontpierre, Lambert. La tour, vestige unique du village avant l'invasion de 1635, est conservée. L'église, rénovée en 1742, peut désormais contenir environ 500 places (précédemment 280 places serrées).
En 1758, la communauté villageoise refuse de payer la milice obligatoire du cercle du Haut-Rhin. Il s'ensuit une dette pesante à long terme, que les villageois ne veulent toujours pas payer. En 1763, une révolte se met en place dans le village. Ceux qui refusent de payer l'impôt s'emparent des biens de ceux qui le payent. Le comte fait arrêter cinq villageois. Ils refusent de payer la taxe qui leur a été imposée. Une dernière révolte en 1768 fait réagir les autres villages et la révolte devient intercommunale : la moitié des villages sur le territoire lorrain du comté qui avait aussi des possessions en Rhénanie, soit quatre villages, se révoltent. Les villages sont condamnés par la cour impériale de Wetzlar à verser au comte 4 marks d'or (400 livres). On voit par ces incidents l'impopularité des comtes étrangers à la région — la branche de Créhange, en la personne de la comtesse Dorothée, s'est mariée à une petite principauté allemande, les Wied-Runckel, à la fin du XVIIe siècle — que la plupart des habitants rejettent. Pour diverses raisons, les villageois se rebellent en 1769 et 1770. Les révoltés sont condamnés à restriction en 1778. La dette due au Cercle du Haut-Rhin n'est remboursée qu'en 1832. En 1785, Pontpierre compte 747 habitants dont 612 catholiques, 134 juifs (18 % des habitants) et 1 protestant.
Pontpierre ne devient français que le 14 février 1793, par arrêté de la Convention et de manière définitive par l'article 6 du traité de Lunéville. Tous les villages alentour sont déjà entrés dans la Révolution depuis les années 1789-1791, et le village se languit du jour où il va aussi s'y donner. La Révolution française trouble le village, principalement dans le domaine religieux  : le curé Boursier de Mondeville est interdit de célébrer la messe et est chassé par la population. Pourtant, certains habitants du village se réunissent la nuit dans une grange pour faire des messes basses. Plusieurs habitants sont surveillés et même emprisonnés pour leur foi dans le presbytère. Dans la maison This, un curé est caché ; il y célèbre la messe ainsi qu'à Lelling. Ce devait probablement être l'abbé Kremer de Lelling. Plusieurs curés constitutionnels se succèdent entre 1793 et 1803.
Le prêtre Jean Georges Lang, curé de 1803 à 1816, est contesté par une partie de la communauté, dont le conseil municipal. Il cultive du tabac et le vend en contrebande contrairement aux lois relatives aux plantations de tabac. Des paroissiens fidèles livrent au dépôt de Faulquemont 300 quintaux de tabac. Il doit d'ailleurs payer une taxe en 1810 mais continue son activité illégale. Après de multiples pétitions et lettres adressées à l'évêque de Metz, la municipalité obtient gain de cause en 1816 et Jean Georges Lang préfère quitter le village.
En 1842, par la volonté du gouvernement français, le chemin de fer est construit dans toute la France et passe par la commune. Il faut cependant attendre une dizaine d'années avant la mise en service de la voie.

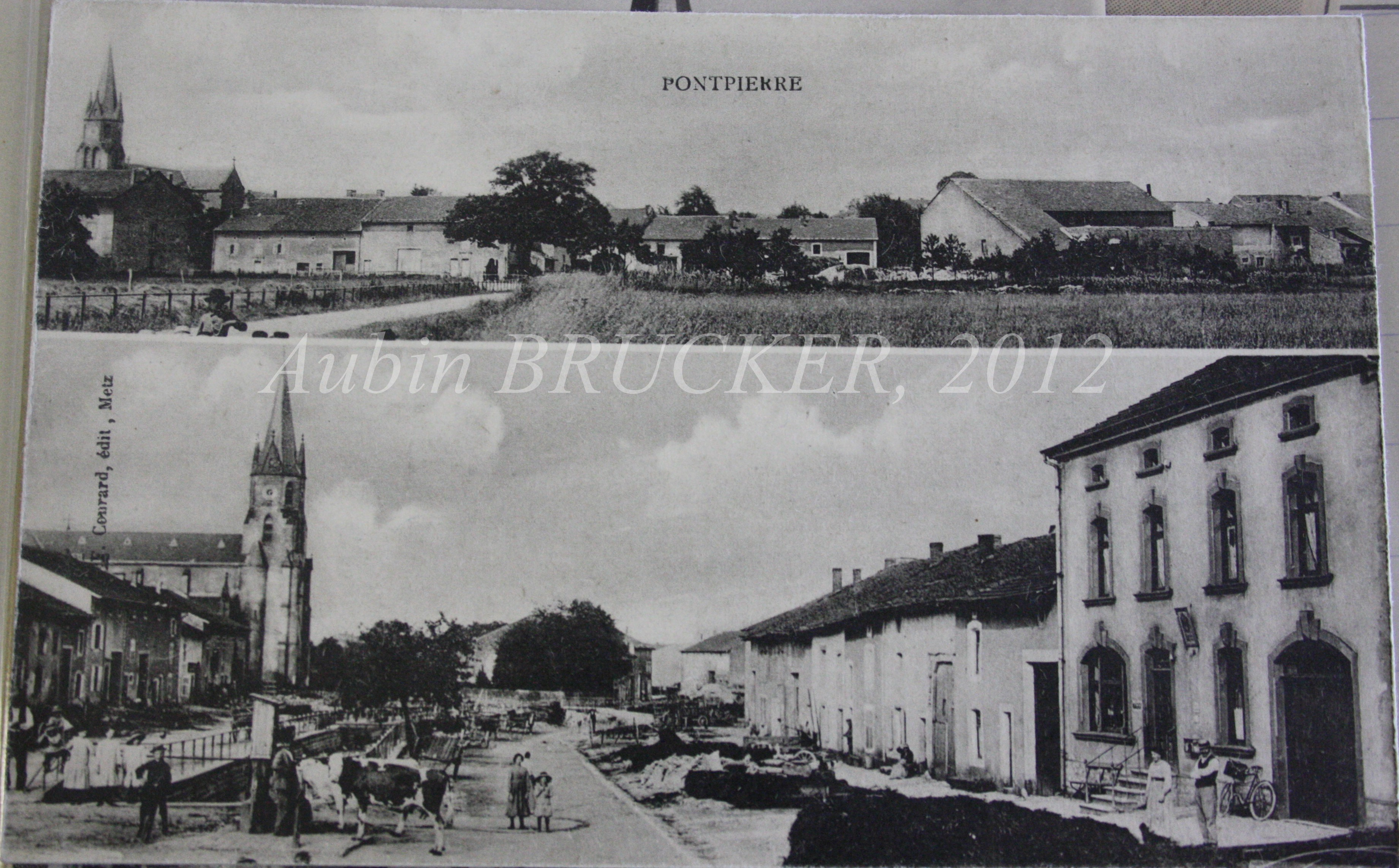
Carte postale datant d'environ 1910.

Pontpierre passe sous autorité impériale en 1871. Les nouvelles élections provoquent de profondes divisions dans le village : l'église en est le sujet central. Une première liste, menée par le maire sortant Jean Lang, souhaite que l'on restaure l'ancienne église, et une seconde liste, menée par Jean Christian Albert, souhaite la construction d'une nouvelle église. C'est la seconde liste qui l'emporte, et une nouvelle église, beaucoup plus grande que l'ancienne est inaugurée en juin 1879 au centre du village. Suivent les années suivantes un presbytère et une école. L'église est dédiée, comme l'ancienne, à saint Calixte Ier, pape et martyr du IIIe siècle, patron du village depuis 1699.
En 1917, les cloches et les tuyaux de la façade de l'orgue sont réquisitionnés par les autorités allemandes. Les cloches sont remplacées par trois neuves par Causard de Colmar en 1924 et les tuyaux remplacés par Frédéric Hærpfer en 1929. En 1943, les autorités allemandes réquisitionnent à nouveau deux cloches. En 1948, de nouvelles cloches sont réalisées, la cloche restante étant réutilisée en refonte. Pontpierre redevenue française en 1919, et annexée de facto au IIIe Reich en 1940, est libérée par les troupes américaines le 18 novembre 1944.
Le village connaît depuis quelques années une période d'aménagements : le ruisseau qui travers le village est enfoui en 1963 ; un lotissement au lieu-dit Hinter der Reben est construit dans les années 1980-1990 ; la place de l'église est refaite et l'ancien jardin presbytéral laisse la place à la place de l'Europe en 2006 ; l'ancien presbytère est transformé en mairie en 2007 ; le lieu-dit Hanffeld et une partie du lieu-dit Muehletzel sont aménagés en lotissement de 2012 à aujourd'hui ; et un nouveau giratoire a été construit en 2018 le long de la route RD20 sur le ban de la commune.

## Population et société

### Démographie
L'évolution du nombre d'habitants est connue à travers les recensements de la population effectués dans la commune depuis 1793. Pour les communes de moins de 10 000 habitants, une enquête de recensement portant sur toute la population est réalisée tous les cinq ans, les populations de référence des années intermédiaires étant quant à elles estimées par interpolation ou extrapolation. Pour la commune, le premier recensement exhaustif entrant dans le cadre du nouveau dispositif a été réalisé en 2004.

En 2022, la commune comptait 751 habitants, en évolution de +4,45 % par rapport à 2016 (Moselle : +0,52 %, France hors Mayotte : +2,11 %).
| 1793 | 1800 | 1806 | 1821 | 1836 | 1841 | 1861 | 1866 | 1871 |
| ---- | ---- | ---- | ---- | ---- | ---- | ---- | ---- | ---- |
| 786  | 851  | 902  | 911  | 921  | 901  | 780  | 802  | 801  |

| 1875 | 1880 | 1885 | 1890 | 1895 | 1900 | 1905 | 1910 | 1921 |
| ---- | ---- | ---- | ---- | ---- | ---- | ---- | ---- | ---- |
| 739  | 751  | 709  | 687  | 633  | 615  | 618  | 621  | 520  |

| 1926 | 1931 | 1936 | 1946 | 1954 | 1962 | 1968 | 1975 | 1982 |
| ---- | ---- | ---- | ---- | ---- | ---- | ---- | ---- | ---- |
| 575  | 543  | 528  | 587  | 560  | 628  | 590  | 569  | 579  |

| 1990 | 1999 | 2004 | 2006 | 2009 | 2014 | 2019 | 2022 | - |
| ---- | ---- | ---- | ---- | ---- | ---- | ---- | ---- | - |
| 661  | 725  | 793  | 795  | 777  | 730  | 733  | 751  | - |

## Vie locale

### Culte
Le village possède une église catholique, l'église Saint-Calixte.

### Enseignement
Pontpierre est rattaché à l'académie de Nancy-Metz qui fait partie de la zone B. Il y a une école maternelle et une école élémentaire. Le collège public du secteur est à Faulquemont (collège Louis-Pasteur).

## Culture locale et patrimoine

### Lieux et monuments
- Vestiges gallo-romains, conservés au musée de la Cour d'Or de Metz.
- Église néo-gothique dédiée à Saint-Calixte, 1879.
- Orgue Dalstein-Haerpfer (opus 79) de 1889 désigné comme un des plus beaux orgues de Lorraine,  Classé MH (2013)[27] et restauré par la manufacture d’orgue Freddy-Bauer de Sarralbe en 2014-2015.

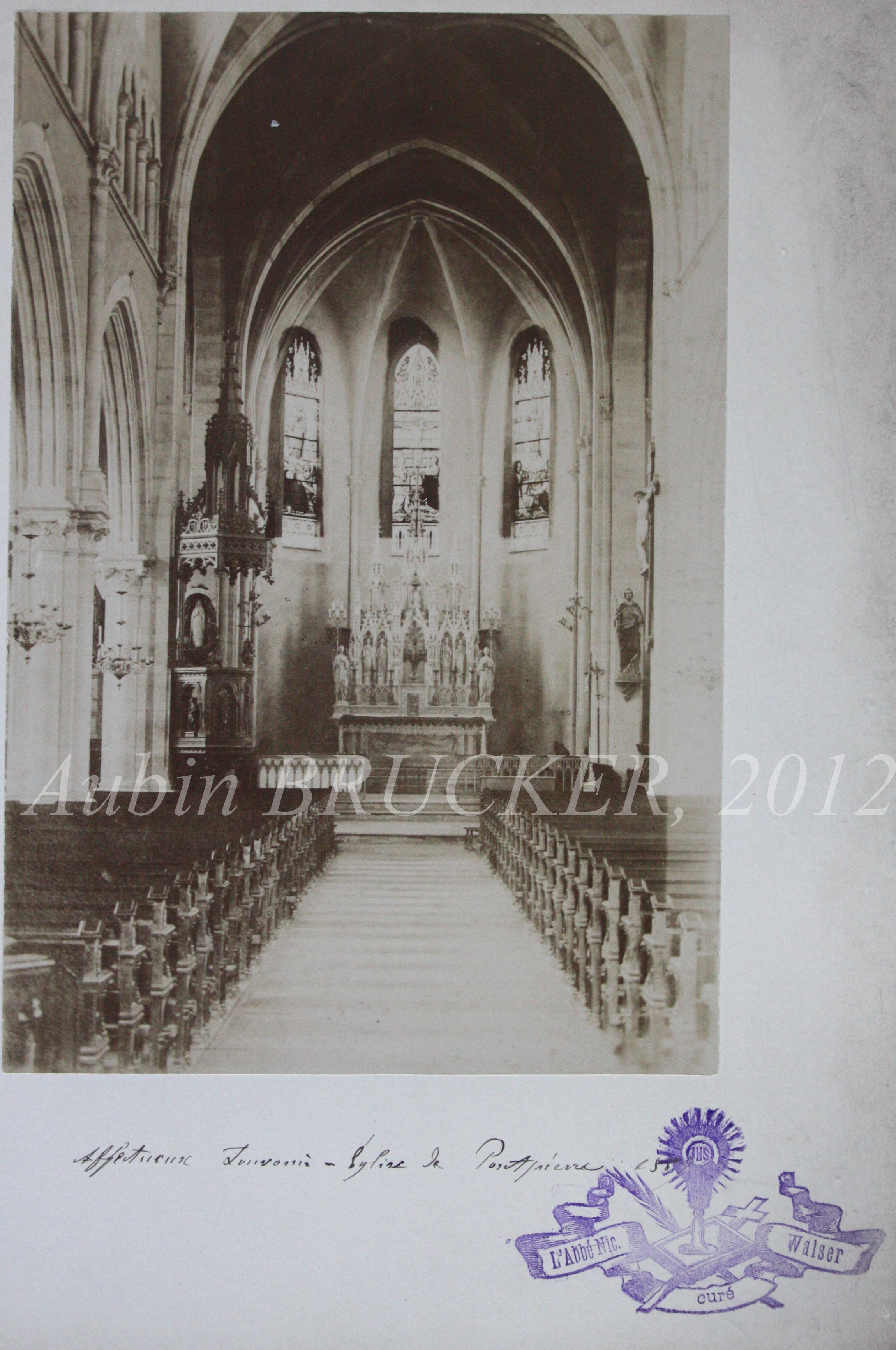
Chœur de l’église en 1887, photo de l’abbé Wlaser.
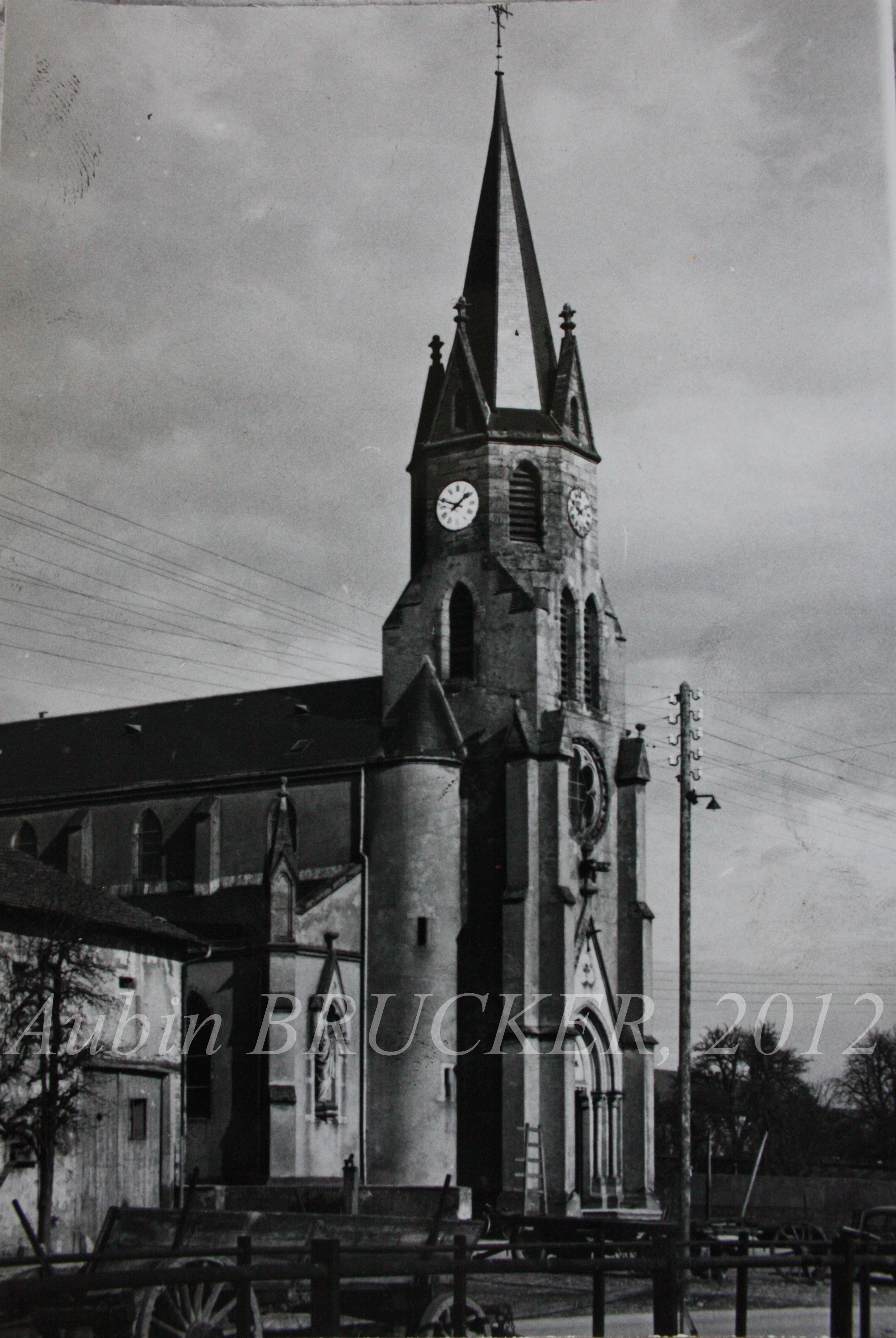
L'église Saint-Calixte en 1957.
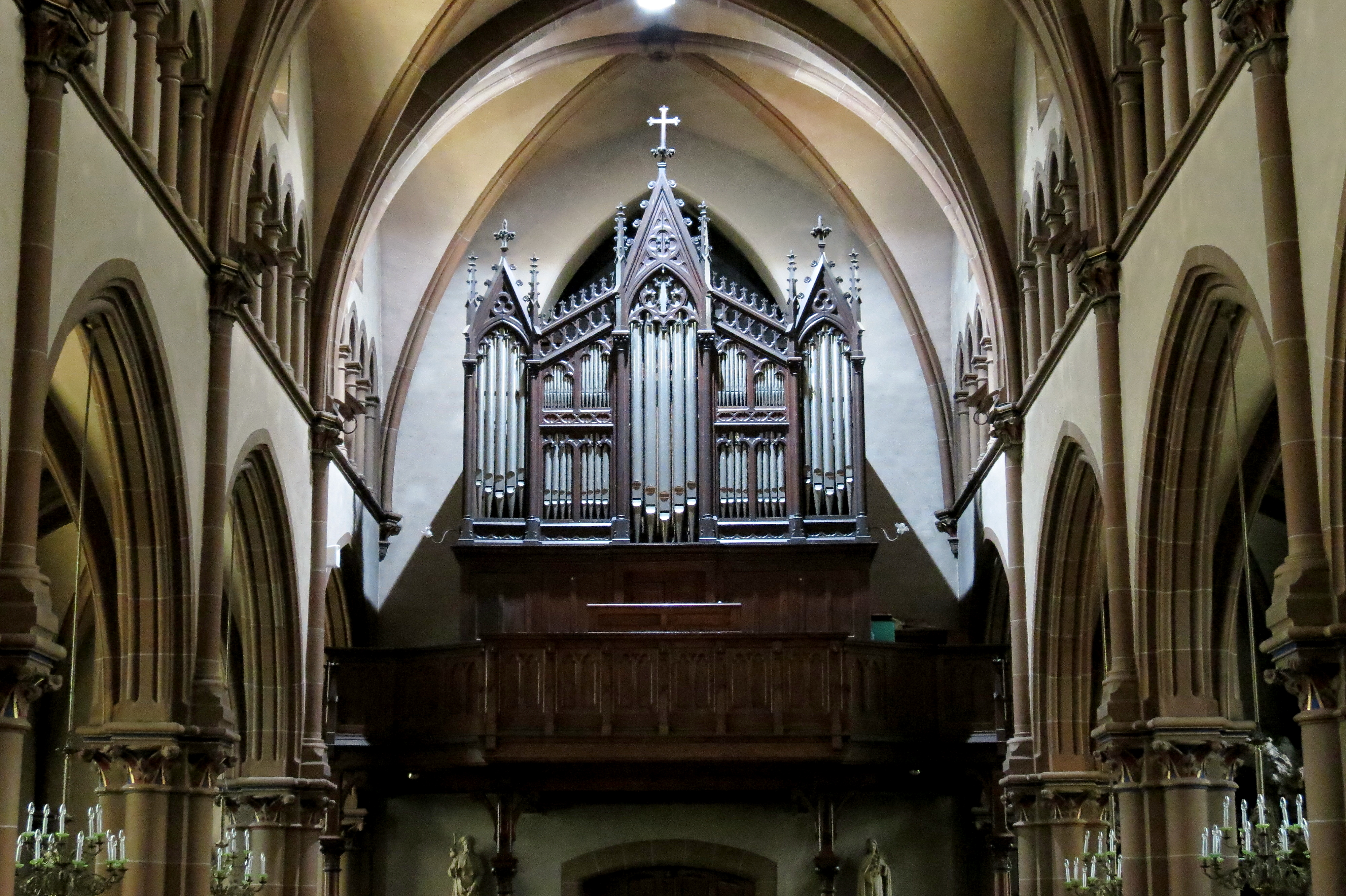
Orgue Dalstein-Haerpfer de l’église de Pontpierre.

- Croix monumentale érigée en 1803 dans le bois de Pontierre et restaurée en 1957, inscription en allemand mentionnant la découverte d'hosties en 1733 à cet endroit[28][29].
- Chapelle dite du Bon-Dieu-Abandonné du XIXe siècle dans le bois à proximité de la croix monumentale[30] détruite durant la Seconde Guerre mondiale puis restaurée de 1996 à 1998[31].

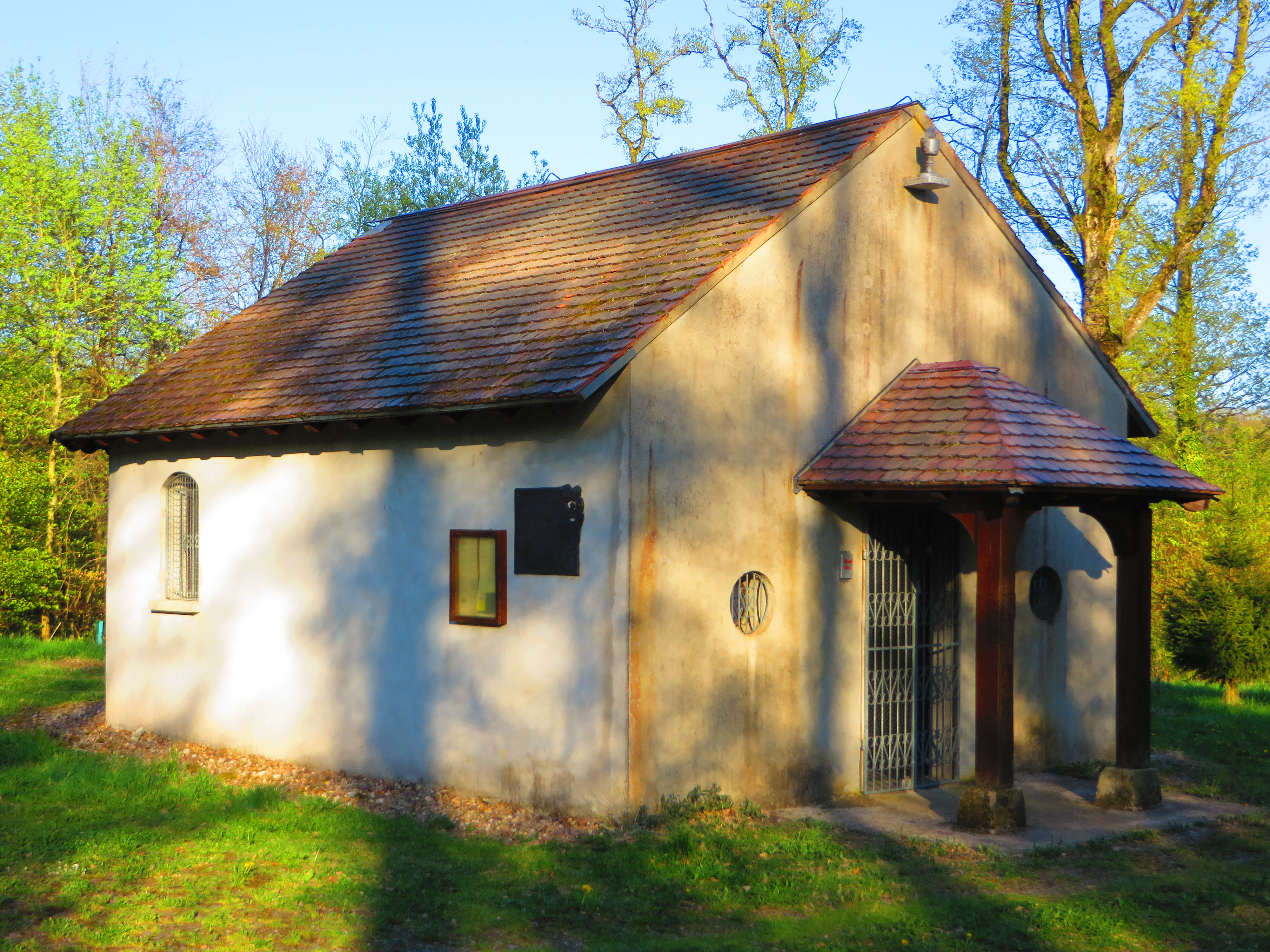
Chapelle dite du Bon-Dieu-Abandonné.
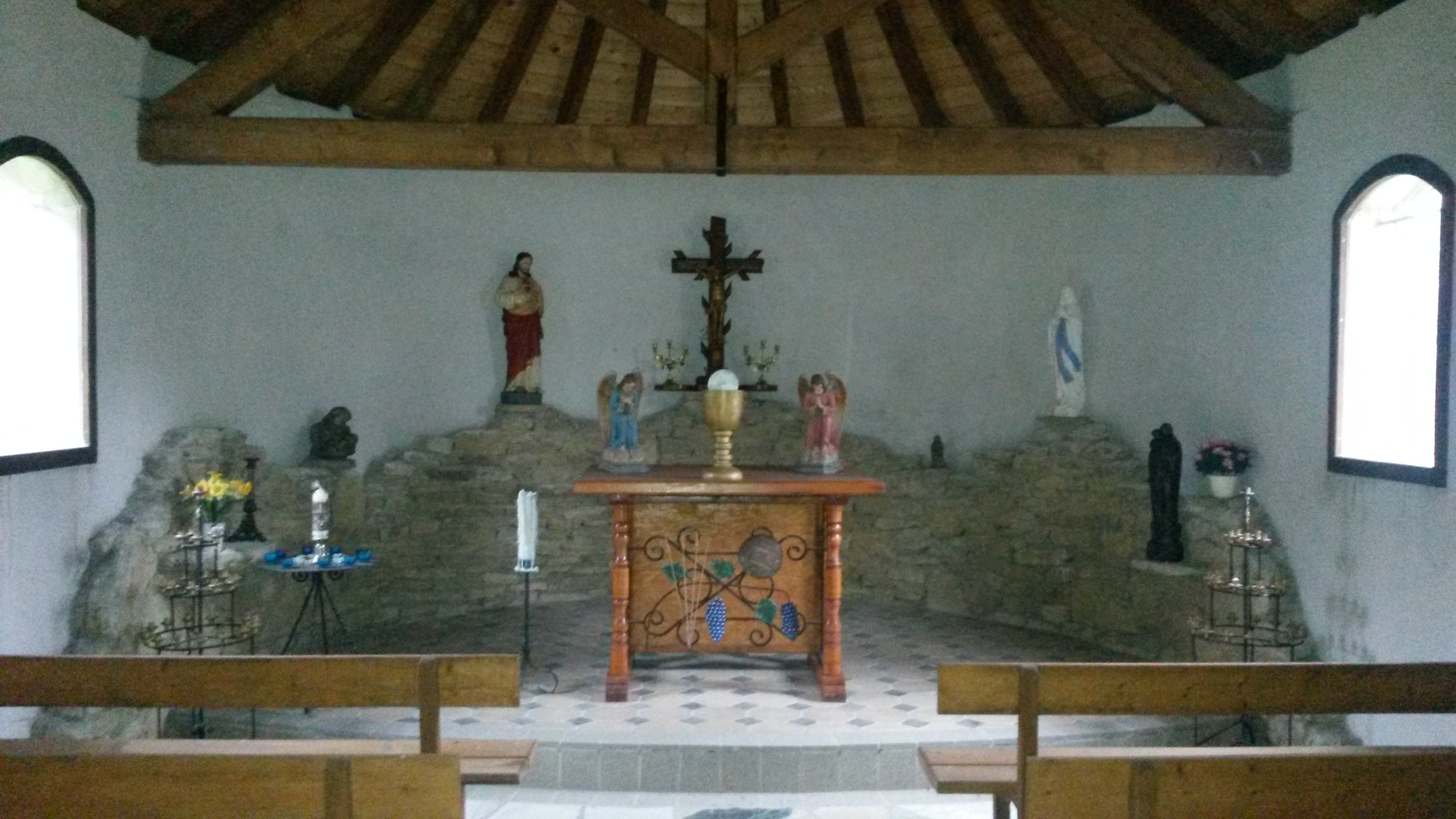
Chœur de la chapelle.
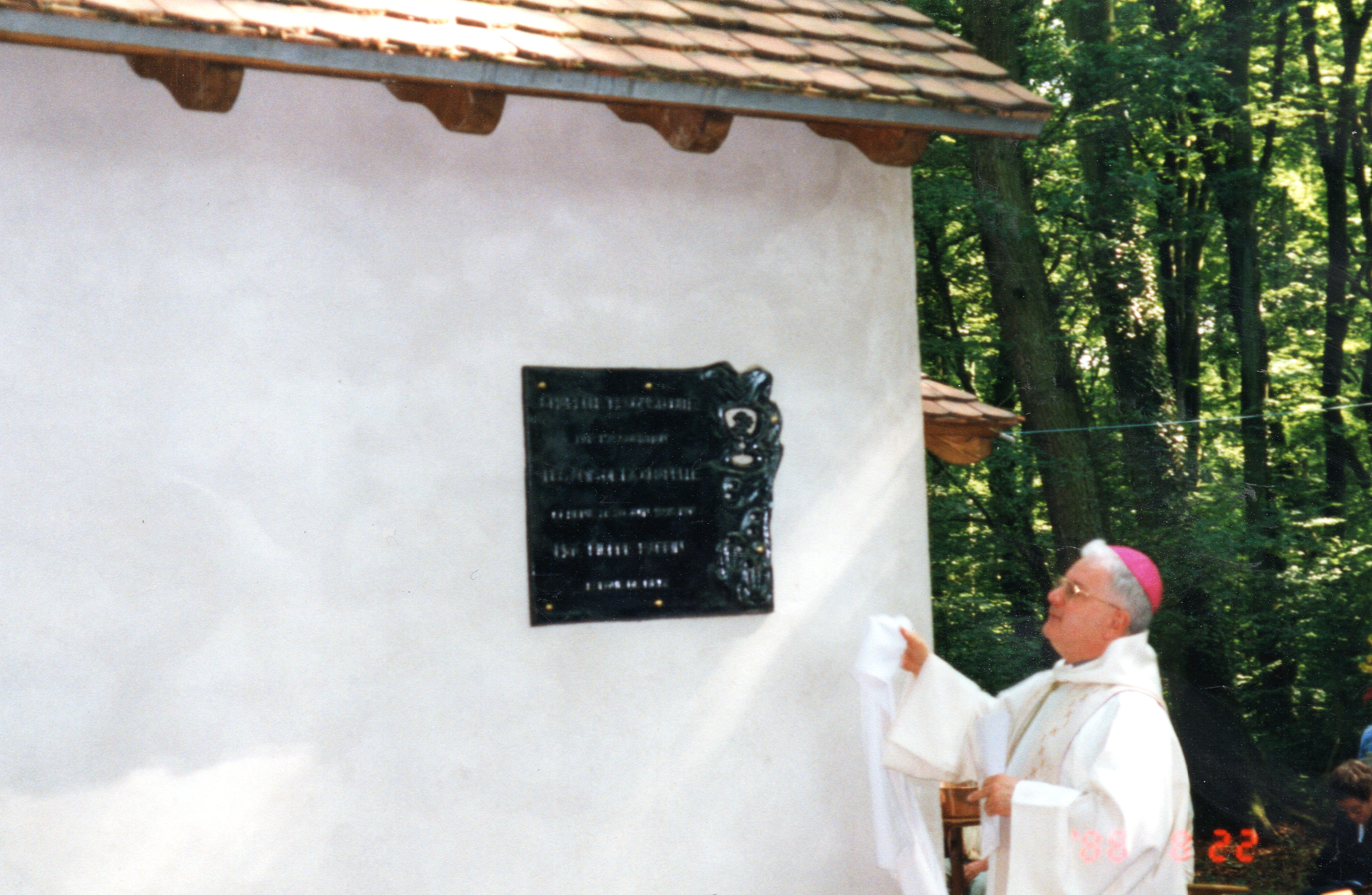
Bénédiction de la chapelle par Mgr Raffin le 20 juin 1998.

### Héraldique
| Blason de Pontpierre | Blason  | De gueules au pont d'argent sur une rivière d'azur, surmonté d'un écusson d'argent à la fasce de gueules. |
| Blason de Pontpierre | Détails | Le statut officiel du blason reste à déterminer.                                                          |